# Pereval Taldyk
Pereval Taldyk (ryska: Перевал Талдык) är ett bergspass i Kirgizistan.   Det ligger i oblastet Osj, i den sydvästra delen av landet, 400 km söder om huvudstaden Bisjkek. Pereval Taldyk ligger 3 583 meter över havet.
Terrängen runt Pereval Taldyk är kuperad åt sydost, men åt nordväst är den bergig. Runt Pereval Taldyk är det mycket glesbefolkat, med 7 invånare per kvadratkilometer. Närmaste större samhälle är Sary-Tash, 8,0 km sydost om Pereval Taldyk. Trakten runt Pereval Taldyk består i huvudsak av gräsmarker.